# Saint-Michel-de-Feins
Saint-Michel-de-Feins è un comune francese di 176 abitanti situato nel dipartimento della Mayenne nella regione dei Paesi della Loira.

## Società

### Evoluzione demografica
Abitanti censiti